# Bride Adams-Ray
Birgitta Ann-Agnes „Bride” Adams-Ray (ur. 29 kwietnia 1907 w Sztokholmie, zm. 13 sierpnia 1993 tamże) – szwedzka lekkoatletka, skoczkini wzwyż.
Podczas igrzysk olimpijskich w Amsterdamie (1928) zajęła 13. miejsce z wynikiem 1,45 m.

## Rekordy życiowe
- Skok wzwyż – 1,49 (1928) wynik ten do 1933 był rekordem Szwecji[1].